# Épisodes d'Alcatraz
Cet article présente les treize épisodes de la série télévisée américaine Alcatraz.

## Synopsis
Le 21 mars 1963, Alcatraz ferma officiellement ses portes et tous les prisonniers furent transférés hors de l'île. Seulement la vérité est tout autre...
San Francisco, de nos jours. Le lieutenant Rebecca Madsen et le professeur Diego Soto, auteur de bandes dessinées et spécialiste d'Alcatraz, s'associent avec une agence secrète dirigée par Emerson Hauser. Leur mission est de retrouver les 302 prisonniers et gardiens de la célèbre prison qui ont traversé le temps jusqu'à aujourd'hui sans vieillir...

## Distribution

### Acteurs principaux
- Sarah Jones : Rebecca Madsen
- Jorge Garcia : Diego « Doc » Soto
- Sam Neill : Emerson Hauser
- Parminder Nagra : Lucile "Lucy" Banerjee/Lucy Sengupta
- Jonny Coyne : Edwin James
- Jason Butler Harner : E.B. Tiller
- Robert Forster : Ray Archer
- Santiago Cabrera : Jimmy Dickens

### Acteurs récurrents
- Jeffrey Pierce : Jack Sylvane
- Joe Egender (en) : Ernest Cobb
- Michael Eklund : Kit Nelson
- Samuel Patrick Chu : Chet
- David Hoflin (en) : Thomas « Tommy » Madsen
- Robbie Amell : jeune Ray Archer

## Épisodes

### Épisode 1:Jack Sylvane
- États-Unis /  Canada : 16 janvier 2012 sur FOX / Citytv
- France : 12 janvier 2013 sur NT1[2]
- Québec : 30 janvier 2013 sur Ztélé[3]
- Belgique : sur la RTBF[4]

- États-Unis : 10,05 millions de téléspectateurs[5] (première diffusion)
- Canada : 1,156 million de téléspectateurs[6] (première diffusion)
- France : 529 000 téléspectateurs[7] (première diffusion)

- Jeffrey Pierce (Jack Sylvane)
- David Hoflin (en) (Tommy Madsen)
- Leon Rippy (Dr Milton Beauregard)
- Ken Pogue (Alan Sylvane Sr)
- Djuna Maxfield (Susie)
- Robert Lawrenson (Barclay Flynn)
- Camille Sullivan (Sonya Sylvane)
- Paul McGillion (Alan Sylvane Jr)
- Samuel Patrick Chu (Chet)
- Andrew Moxham (Alan Sylvane Sr)
- Jeremy Dangerfield (E.B. Tiller âgé)
- Rhys Williams (en) (Will Peters)
- Keith Martin Gordey (Lt. Paul Reeger)
- Greyston Holt (Emerson Hauser jeune)
- Richard Gross (Ranger Phil)
- Karina Andrews (Sheila)
- Bumper Robinson (Bobby)
- Chad Halbrook (Luke)
- Steve Potts (Le prisonnier)
- Phillip Caires (Le gardien)
- Mark Lavell (Le gardien)

### Épisode 2:Ernest Cobb
- États-Unis /  Canada : 16 janvier 2012 sur FOX / Citytv
- France : 12 janvier 2013 sur NT1[2]
- Québec : 6 février 2013 sur Ztélé[8]

- États-Unis : 10,05 millions de téléspectateurs[5] (première diffusion)
- Canada : 1,156 million de téléspectateurs[6] (première diffusion)
- France : 500 000 téléspectateurs[7] (première diffusion)

- Joe Egender (en) (Ernest Cobb)
- Ben Cotton (Yapper)
- Samuel Patrick Chu (Chet)
- Jeffrey Pierce (Jack Sylvane)

### Épisode 3:Kit Nelson
- États-Unis : 23 janvier 2012 sur FOX
- France : 12 janvier 2013 sur NT1[2]
- Québec : 13 février 2013 sur Ztélé[8]

- États-Unis : 9,03 millions de téléspectateurs[9] (première diffusion)
- France : 500 000 téléspectateurs[7] (première diffusion)

- Michael Eklund (Kit Nelson)
- Rebecca Field (Kathy Callahan)
- David Hoflin (en) (Tommy Madsen)
- Leon Rippy (Dr Milton Beauregard)
- Will Shadley (Dylan Callahan)
- Mackenzie Gray (le père de Kit)

### Épisode 4:Cal Sweeney
- États-Unis : 30 janvier 2012 sur FOX
- France : 12 janvier 2013 sur NT1[2]
- Québec : 20 février 2013 sur Ztélé[8]

- États-Unis : 8,44 millions de téléspectateurs[10] (première diffusion)
- France : 500 000 téléspectateurs[7] (première diffusion)

- Eric Johnson (Cal Sweeney)
- Geri Jewell (Geri Tiller)
- Leon Rippy (Dr Milton Beauregard)
- Anna Galvin (Amanda)
- Lisa Bunting (Mrs. Bailey)

### Épisode 5:Guy Hastings
- États-Unis : 6 février 2012 sur FOX
- France : 19 janvier 2013 sur NT1[2]
- Québec : 27 février 2013 sur Ztélé[8]

- États-Unis : 6,91 millions de téléspectateurs[11] (première diffusion)
- France : 423 000 téléspectateurs[12] (première diffusion)

- Jim Parrack (Guy Hastings)
- Robbie Amell (Jeune Ray Archer)
- David Hoflin (en) (Tommy Madsen)
- Leon Rippy (Dr Milton Beauregard)
- Erica Carroll (Betty Hastings)

### Épisode 6:Paxton Petty
- États-Unis : 13 février 2012 sur FOX
- France : 19 janvier 2013 sur NT1[2]
- Québec : 6 mars 2013 sur Ztélé[8]

- États-Unis : 6,24 millions de téléspectateurs[13] (première diffusion)
- France : 410 000 téléspectateurs[12] (première diffusion)

- James Pizzinato (Paxton Petty)
- Leon Rippy (Dr Beauregard)
- Mehcad Brooks (Matt Tanner)
- Jeananne Goossen (Nikki)
- Greyston Holt (jeune Emerson Hauser)

### Épisode 7:Johnny McKee
- États-Unis : 20 février 2012 sur FOX
- France : 19 janvier 2013 sur NT1[2]
- Québec : 13 mars 2013 sur Ztélé[8]

- États-Unis : 5,98 millions de téléspectateurs[14] (première diffusion)
- France : 470 000 téléspectateurs[12] (première diffusion)

- Adam Rothenberg (Johnny McKee)
- Garry Chalk (Mike Cullen)
- Jeananne Goossen (Nikki)
- Michael Antonakos (Gérant du club)
- Dawn Chubai (Newscaster)

2012
Soto reconnaît sur une vidéo Johnny McKee, qui travaille dans un club et qui a fait empoisonner un groupe de personnes. Soto et Madsen se lancent à sa recherche. McKee injecte encore une fois du poison dans l'eau de la piscine où il travaille et plusieurs personnes meurent. Madsen décide d'interroger Jack Sylvane pour en savoir plus sur McKee, et Sylvane lui fait savoir que McKee lui a parlé d'un trou sous les cellules de la prison, mais Hauser l'interrompt et demande qu'on le ramène à sa cellule. Hauser et Madsen enquêtent ensemble sur l'affaire de l'empoisonnement causé par McKee à la piscine et tous les deux craignent qu'il frappe fort à nouveau. Ils retrouvent ensuite son labo, mais il est déjà parti. McKee décide d'empoisonner les passagers d'un métro, mais Madsen et Hauser réussissent à l'arrêter.
Durant les années 1960
Cullen, un autre prisonnier à Alcatraz, demande à McKee de tuer un autre prisonnier et celui-ci commence à élaborer son plan. McKee est placé juste à côté de Jack Sylvane, et il lui raconte l'histoire de la fille sur la photo qu'il porte toujours sur lui. McKee est admis chez le docteur Sengupta qui essaye de discuter avec lui, mais il ne coopère pas. McKee va au cinéma de la prison, là où il compte tuer l'autre prisonnier, mais tue finalement Cullen.

### Épisode 8:Les frères Ames
- États-Unis : 5 mars 2012 sur FOX
- France : 26 janvier 2013 sur NT1[15]
- Québec : 20 mars 2013 sur Ztélé[8]

- États-Unis : 5,82 millions de téléspectateurs[16] (première diffusion)
- France : 300 000 téléspectateurs[17] (première diffusion)

- Travis Aaron Wade (Herman Ames)
- Graham Shiels (Pinky Ames)
- Frank Whaley (Officier Donovan)
- Byron Bertram (garde dans la cuisine)
- Peter Hanlon (Père Gordon)

2012
L'un des agents techniques de Hauser, qui faisait des expériences dans les cellules de la prison, est attaqué par Pinky Ames, un prisonnier qui surgit de nulle part. Soto qui était témoin de la scène est surpris par Herman Ames le frère de Pinky et celui-ci l'enferme dans une cellule. Madsen, qui part à la recherche de Soto, rencontre l'officier Archer Donovan, revenu du passé. Ils retrouvent les deux frères, mais il s'est avéré que le gardien est leur complice. Madsen tue Herman et Hauser est touché par une balle, Pinky et Archer s'enfuient. Pinky, qui veut venger la mort de son frère, menace de tuer Soto si Madsen n'accepte pas de se rendre. Madsen accepte mais réussit aussi à tuer Pinky. Archer laisse alors Soto, et fait exploser une porte de la prison. Il espérait trouver l'or caché par James Edwin, mais il ne trouve rien et est arrêté par Madsen. Le docteur Milton et Hauser l'interrogent sur l'officier Ray Archer et le directeur James Edwin.
Durant les années 1960
Pinky, l'un des prisonniers, vole au directeur James Edwin ses clés. Avec l'aide d'une carte de la prison, lui et son frère Herman se rendent dans un tunnel de la prison, ils arrivent à une porte, mais les clés qu'ils ont volées ne sont pas les bonnes et ils sont arrêtés par James Edwin. À la fin de l'épisode, Edwin ouvre la porte et retrouve l'or qu'il a caché.

### Épisode 9:Sonny Burnett
- États-Unis : 5 mars 2012 sur FOX
- France : 2 février 2013 sur NT1[2]
- Québec : 27 mars 2013 sur Ztélé[8]

- États-Unis : 5,47 millions de téléspectateurs[16] (première diffusion)
- France : 238 000 téléspectateurs[18] (première diffusion)

- Theo Rossi (Sonny Burnett)
- Wendy Crewson (Helen Campbell)
- Jeananne Goossen (Nikki)
- Marcus Andrews (Officier)
- Kevin Fry (Boyd Hicks)
- Michael Dobson (SFPD Sergeant)

2012
Hauser refuse la demande de Ray Archer de retirer à Madsen l'affaire des prisonniers d'Alcatraz. Sonny Burnett revient du passé et enlève David Pierce, directeur d'une grande entreprise. Le docteur Milton découvre que le sang des prisonniers revenus du passé contient de l'argent colloïdal et qu'ils guérissent très rapidement, Hauser lui demande alors de transfuser Banerjee avec leur sang, mais aucun d'eux n'a le même groupe sanguin qu'elle. Madsen et Soto interrogent Helen, la femme de David Pierce, et découvrent qu'elle aussi était kidnappée par Burnett quand elle était mineure et a réussi à lui échapper à 14 ans. Burnett les appelle pour récupérer David, mais il l'a déjà tué. Helen avoue qu'après que Burnett a été arrêté, elle lui a volé l'argent qu'il avait caché dans les bois, et c'est pour ça qu'il s'est attaqué à son mari. Madsen et Soto localisent la voiture de Burnett ainsi que la maison où il habite, mais il est déjà parti, et Madsen découvre que la fille d'Helen est sa prochaine cible. Burnett récupère Danielle à l'aéroport. Il essaye de l'enterrer vivante mais elle est sauvée juste à temps et Burnett est arrêté. Burnett a le même groupe sanguin que Lucy, mais son sang ne contient pas d'argent colloïdal.
Durant les années 1960

### Épisode 10:Clarence Montgomery
- États-Unis : 12 mars 2012 sur FOX
- France : 26 janvier 2013 sur NT1[2]
- Québec : 3 avril 2013 sur Ztélé[8]

- États-Unis : 5,07 millions de téléspectateurs[19] (première diffusion)
- France : 263 000 téléspectateurs[17] (première diffusion)

- Mahershala Ali (Clarence Montgomery)
- Sarah Blondin (Kate)
- Christine Chatelain (Megan Palmer)
- Glynn Turman (Emmitt Little)
- Ben Cotton (William Gant)
- Tim Perez (Police Chief)
- Marc Senior (jeune Emmitt Little)

2012
Clarence Montgomery, l'un des invités à une fête, s'ennuie et sort avec Megan Palmer pour se promener dans un terrain de golf. Quelques instants après, Palmer, la gorge tranchée, est morte et Montgomery change la position de son corps, mais il ne se rappelle rien de ce qui s'est passé. Soto apprend le meurtre de Palmer et remarque qu'il est en parfaite ressemblance avec un autre meurtre commis en 1958. Montgomery retourne ensuite chez un ancien détenu d'Alcatraz, Emmet Little, qui le savait innocent en 1958. Après l'autopsie, Nikki leur précise que le meurtre commis en 1958 et celui de Palmer sont commis par deux personnes différentes, et que le meurtrier de Palmer est atteint de la maladie de Wilson, dont Montgomery a les médicaments. Hauser veut alors leur enlever le cas, mais il leur donne 12 heures pour enquêter. Montgomery est encore invité à une autre fête et, le lendemain, la police découvre le corps d'une autre femme tuée de la même manière que Megan Palmer. Madsen découvre qu'il faisait partie des cuisiniers pour la fête, mais Montgomery réussit à s'enfuir. Madsen décide de le pister par l'ordonnance de ses médicaments et découvre que c'est Little qui lui en achète. Hauser et Madsen débarquent chez Emmit, mais celui-ci les attaque et refuse de les laisser prendre son ami. Montgomery, qui est maintenant conscient de son état, demande à son ami de le tuer et Emmit accomplit son souhait.
Durant les années 1960
Montgomery est un très bon cuisinier et le directeur de la prison, Edwin James, lui propose de préparer un repas pour les prisonniers. Montgomery hésite parce qu'il ne voulait pas faire en sorte que les blancs mangent de sa cuisine. Il rencontre ensuite le Dr Lucille Banerjee et insiste sur le fait qu'il est innocent et que les blancs font toujours ce qu'ils veulent. Montgomery accepte l'offre d'Edwin et une bagarre se déclenche entre les blancs et les noirs. Le docteur Milton pratique une expérience sur lui à base d'images et d'électrochocs. Plus tard, Montgomery tue un autre prisonnier blanc. Montgomery rencontre encore une fois docteur Banerjee et il insiste toujours sur son innocence pour le meurtre de 1958, mais il reconnaît tout de même le meurtre de l'autre prisonnier. Milton et Edwin savent depuis le début que Montgomery est innocent et l'expérience de Milton avait pour objectif d'en faire un meurtrier.
- La diffusion de cet épisode était à l’origine prévue pour le 27 février 2012, mais en raison du mauvais temps observé lors du Daytona 500 de 2012, celui-ci a été reporté au 12 mars.[réf. souhaitée]

### Épisode 11:Webb Porter
- États-Unis : 19 mars 2012 sur FOX
- France : 2 février 2013 sur NT1[2]
- Québec : 10 avril 2013 sur Ztélé[8]

- États-Unis : 5,04 millions de téléspectateurs[20] (première diffusion)
- France : 250 000 téléspectateurs[18] (première diffusion)

- Rami Malek (Webb Porter)
- Leon Rippy (Dr Milton Beauregard)
- Jeananne Goossen (Nikki)
- Greyston Holt (jeune Emerson Hauser)
- Joe Egender (en) (Ernest Cobb)
- Michael Eklund (Kit Nelson)
- Jeffrey Pierce (Jack Sylvane)
- James Pizzinato (Paxton Petty)

2012
Une jeune musicienne est retrouvée morte noyée et ses cheveux coupés. Madsen, lassée de rechercher les ex-détenus d'Alcatraz, va sur l'affaire et retrouve du sang mêlé à de l'argent colloïdal. Hauser comprend qu'il s'agit d'un des détenus et veut le criminel vivant car son sang pourrait sauver le docteur Sengupta du coma. Le détenu est Webb Porter, devenu violoniste émérite qui recherche le son parfait en utilisant les cheveux de ses victimes pour son archet. La deuxième victime permet d'identifier le tueur : Webb Porter, le seul violoniste de la prison. Ils retrouvent sa trace vers la sale de concerts où Porter cherchait à se faire embaucher comme musicien. Porter est capturé et amené auprès du Dr Sengupta, et grâce à son sang, elle sort du coma. Pendant ce temps, Soto visionne les enregistrements de 1963 et découvre que Lucy était l'une des disparues de 1963.
1960
Le Dr Sengupta rencontre Webb Porter, un détenu au comportement étrange et mis en isolement. Elle comprend que depuis que sa mère a tenté de le noyer à l'âge de 6 ans, il souffre d'acouphènes et cherche un moyen de les apaiser. Après des séances d'écoute musicale, Sengupta propose à Porter de se choisir un instrument, et prend le violon, qu'il parvient à maîtriser très rapidement. Grâce à cela, il est réintégré dans le quartier collectif, où son jeu fait sensation.

### Épisode 12:Garrett Stillman
- États-Unis : 26 mars 2012 sur FOX
- France : 9 février 2013 sur NT1[2]
- Québec : 17 avril 2013 sur Ztélé[8]

- États-Unis : 4,78 millions de téléspectateurs[21] (première diffusion)
- France : 245 000 téléspectateurs[22] (première diffusion)

- Greg Ellis (Garrett Stillman)
- Joe Egender (en) (Ernest Cobb)
- Jonny Rees (Dr Milton Beauregard)
- Brendan Fletcher (Joseph Limerick)
- Steven Grayhm (Harlan Simmons)
- David Hoflin (en) (Tommy Madsen)
- Jeffrey Pierce (Jack Sylvane)
- James Pizzinato (Paxton Petty)
- Theo Rossi (Sonny Burnett)

### Épisode 13:Tommy Madsen
- États-Unis : 26 mars 2012 sur FOX
- France : 9 février 2013 sur NT1[2]
- Québec : 24 avril 2013 sur Ztélé[8]

- États-Unis : 4,75 millions de téléspectateurs[21] (première diffusion)
- France : 200 000 téléspectateurs[22] (première diffusion)

- David Hoflin (en) (Tommy Madsen)
- Robbie Amell (jeune Ray Archer)
- Matt Craven (Mr. K)
- David Hoflin (en) (Tommy Madsen)
- Leon Rippy (Dr Milton Beauregard)
- Emily Holmes (Georgia Bradley)
- Eric Keenleyside (Capitaine)
- Joe Egender (en) (Ernest Cobb)
- Brendan Fletcher (Joseph Limerick)
- Brandi Alexander (patiente à l'hôpital)